# La Cafetière (nouvelle)
Pour les articles homonymes, voir La Cafetière.
La Cafetière, sous-titrée conte fantastique, est une nouvelle fantastique de Théophile Gautier publiée pour la première fois en 1831 dans le journal littéraire Le Cabinet de lecture.

## Résumé
Le récit est divisé en quatre petits chapitres de tailles différentes.
Le narrateur, Théodore, raconte le séjour qu'il a passé en Normandie avec deux de ses amis italiens.
Le premier soir, il observe le personnage d'une tapisserie murale éclairés par le feu du bougeoir, ainsi que les tableaux représentant les aïeux de son hôte. Tout à coup, les personnages peints prennent vie et se mettent à bouger. Les bougies s'allument, et la cafetière se déplace toute seule pour se placer devant la cheminée, suivie par les fauteuils. Puis les portraits sortent de leur cadre, s'asseyent et prennent le café. 
Minuit sonne, toute l'assemblée se lève pour danser. S'ensuit une scène fantastique où les couples tentent de suivre le rythme infernal imposé par les musiciens. Quand enfin ils s'arrêtent, le narrateur remarque une « parfaite » jeune femme blonde aux yeux bleus assise à l'écart qui n'a pas pris part à la danse. 
Séduit, il l'aborde, et bientôt ils dansent ensemble avec une agilité qui provoque l'admiration de l'assistance. Cependant, une personne a averti la demoiselle avant que ne débute le bal : « Angéla, vous pouvez danser avec monsieur, si cela vous fait plaisir, mais vous savez ce qui en résultera. »
Ensuite, comme Angéla montre des signes de fatigue, le narrateur propose d'arrêter la danse, s'assoit dans le dernier fauteuil libre et prend la jeune femme sur ses genoux. Épris d'elle, il savoure un bonheur indicible jusqu'aux premières lueurs de l'aube. Angéla lui fait alors un adieu précipité, car elle doit retrouver sa place. Mais elle s'effondre sur le sol ; le narrateur tente de la rattraper, mais ne rencontre que les morceaux de la cafetière brisée ! Pensant être victime d'une illusion, il s'évanouit à son tour.
Il est retrouvé le lendemain matin par ses amis, étalé sur le sol et portant l'habit de noce du grand-père de son hôte. Déboussolé, il tente de dessiner le profil de la femme aimée pendant la nuit. Son hôte y reconnaît le visage de sa sœur Angéla, décédée deux ans plus tôt d'une fluxion de poitrine après avoir dansé lors d'un bal.
La dernière phrase du récit est une réflexion que le narrateur se fait : « Je venais de comprendre qu'il n'y avait plus pour moi de bonheur sur la terre ! ».

## Publications
- Théophile Gautier, « Contes et récits fantastiques », éd. Le Livre de poche, n°6895, pages 53 à 63.